# Stefano Sannino
Stefano Sannino (Portici, 24 dicembre 1959) è un diplomatico e ambasciatore italiano, dal 2021 al 2025 segretario generale del Servizio europeo per l'azione esterna. Da febbraio 2025 è direttore generale ad interim nel Direttorato Generale per il Medio Oriente, Nord Africa e Golfo presso la Commissione europea.

## Biografia
Nato il 24 dicembre 1959 a Portici, comune della  città metropolitana di Napoli, dopo aver studiato scienze politiche all'Università degli Studi di Napoli Federico II, nel 1986 entra nel servizio diplomatico italiano, servendo come vice-capo missione presso l'Ambasciata d'Italia a Belgrado (1994-96), prima di essere distaccato dal governo italiano come capo incarico di segretario di Stato agli affari esteri nel primo governo Prodi (1996-98).
Dal 1998 al 2001 Sannino è stato capo di gabinetto del Ministero del commercio internazionale sotto i ministri Piero Fassino prima ed Enrico Letta poi. Successivamente è tornato alla diplomazia a Belgrado, come capo della missione OSCE nella Repubblica Federale di Jugoslavia (2001-2002).
Ha iniziato la sua carriera presso la Commissione europea nel 2002, come consigliere per le relazioni esterne e il commercio nel gabinetto dell'allora presidente Romano Prodi, insieme a Sandro Gozi. È stato Direttore per la gestione delle crisi e rappresentante della Commissione presso il Comitato politico e di sicurezza (2004-2006), prima di seguire Prodi nel suo secondo mandato come Presidente del Consiglio dei Ministri, come consigliere diplomatico dal 2006 al 2008.
Tornato a Bruxelles nel 2008, è stato Direttore per le relazioni con l'America Latina (2008-2009) e vice-direttore generale per le Relazioni esterne incaricato di Asia e America Latina (2009-2010). Successivamente è passato alla Direzione generale per l'allargamento della Commissione europea, dove è stato vicedirettore generale dal 2010 al 2011 e direttore generale dall'aprile 2011 al luglio 2013.
Ha lasciato questo incarico per diventare nel 2013 il Rappresentante permanente d'Italia presso l'Unione europea, nominato dal Presidente del Consiglio italiano Enrico Letta. Nel gennaio 2016, il suo successore Matteo Renzi lo ha sostituito nell'incarico con il viceministro dello sviluppo economico Carlo Calenda. Il governo italiano è stato criticato poiché Calenda non aveva svolto la carriera diplomatica e mai l'Italia aveva dato la carica di Rappresentante permanente presso l'UE ad un non diplomatico (Calenda lascerà l'incarico due mesi dopo, nominato da Renzi nuovo ministro dello sviluppo economico).

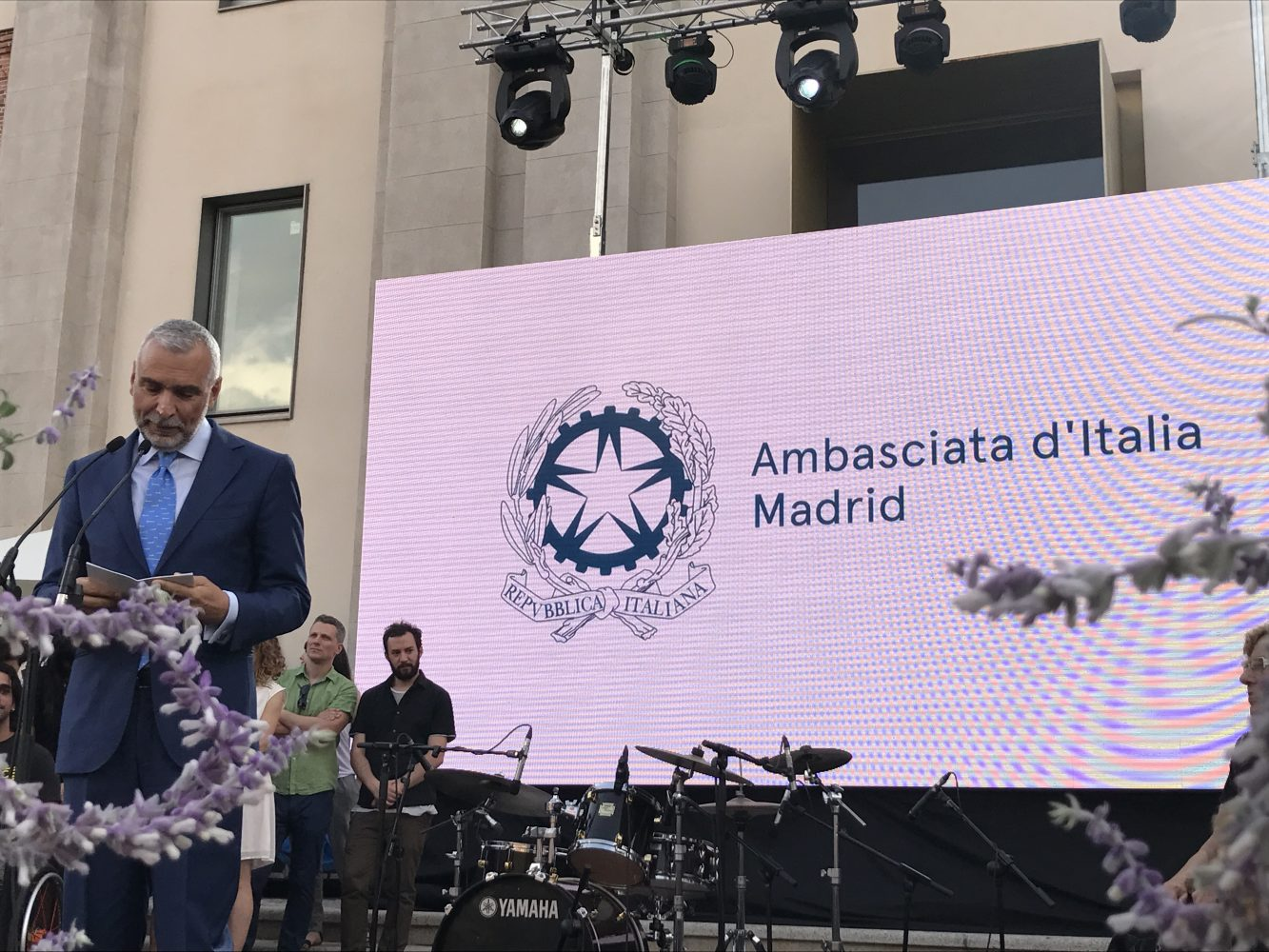
Stefano Sannino, ambasciatore italiano in Spagna.

È stato nominato Ambasciatore d'Italia in Spagna. Ha ricevuto il premio Transexualia 2016, per il suo sostegno all'inclusione sociale delle persone trans in Spagna, e il premio LGBT Andalucía (insieme all'ex ambasciatore statunitense in Spagna, James Costos) per i suoi sforzi nella lotta contro l'omofobia. Nel 2018 ha innalzato la bandiera arcobaleno presso l'Ambasciata d'Italia a Madrid in occasione della settimana del Gay Pride in città, episodio che porta alle interrogazioni parlamentari al Senato presentate da Gianpietro Maffoni (Fratelli d'Italia) e Gaetano Quagliariello (Identità e Azione).
A febbraio 2020 Josep Borrell, Alto rappresentante dell'UE per la politica estera e di sicurezza, lo ha nominato segretario generale aggiunto per gli affari economici e globali del Servizio europeo per l'azione esterna (SEAE), mentre a dicembre 2020 è stato nominato nuovo segretario generale del SEAE, in sostituzione di Helga Schmid, ricoprendo l'incarico dal 1º gennaio 2021 al 31 dicembre 2024.
Nel 2025, terminato l'incarico presso il SEAE, ritorna in Commissione europea in qualità di direttore generale ad interim nel Direttorato Generale per il Medio Oriente, Nord Africa e Golfo presso la Commissione europea.

## Vita privata
È apertamente omosessuale, sposato con il catalano Santiago Mondragón Vial.